# Малик-і-Майдан

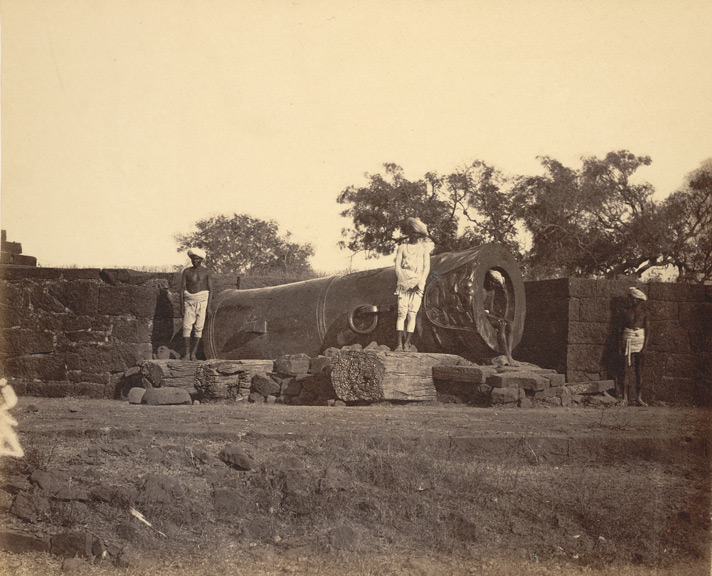

Малик-і-Майдан (Malik-e-Maidan) — історичний артефакт зброярства і металургії давньої Індії — гігантська гармата середини XVI ст. Довжина ствола становить близько 4 м, зовнішній діаметр — 1,5 м, а вага 55 т. Зберігається у м. Біджапур.